# Kóiči Haširatani
Kóiči Haširatani (* 1. březen 1961) je bývalý japonský fotbalista.

## Klubová kariéra
Hrával za Nissan Motors, Urawa Reds, Kashiwa Reysol.

## Reprezentační kariéra
Kóiči Haširatani odehrál za japonský národní tým v letech 1981–1986 celkem 29 reprezentačních utkání.

## Statistiky
| Japonsko | Japonsko | Japonsko |
| Roky     | Záp.     | Góly     |
| -------- | -------- | -------- |
| 1981     | 9        | 0        |
| 1982     | 3        | 0        |
| 1983     | 1        | 0        |
| 1984     | 5        | 1        |
| 1985     | 9        | 2        |
| 1986     | 2        | 0        |
| Celkem   | 29       | 3        |